# Steve Rucchin
Steve Andrew Rucchin (né le 4 juillet 1971 à Thunder Bay dans la province de l'Ontario au Canada) est un joueur professionnel canadien de hockey sur glace. Il évoluait dans la Ligue nationale de hockey en tant que centre.

## Carrière
Il fut découvert par les Mighty Ducks d'Anaheim alors qu'il évoluait pour l'université de Western Ontario pour qui il joua durant 4 saisons avant que les Ducks ne fassent de lui leur premier choix, le deuxième au total, du repêchage supplémentaire de 1994.
Dès la saison 1994-1995, avec un diplôme en biologie en main, Rucchin devient joueur professionnel  partageant la saison entre l'équipe d'Anaheim et leur club-école des Gulls de San Diego de la Ligue internationale de hoxkey. En 1995-1996 il obtient un poste permanent dans la LNH et ne retournera plus dans les rangs inférieurs.
En 2002-2003 il passe le plateau des 500 parties jouées en carrière et aide les Ducks à atteindre la finale de la Coupe Stanley qu'il perdront en 7 rencontres face aux Devils du New Jersey. La saison suivante il récolte un total de 43 points ce qui lui permet de passer le cap des 400 points en carrière.
À la suite du lock-out que connut la LNH en 2004-2005 il est échangé aux Rangers de New York en retour de Trevor Gillies et d'un choix de 4e ronde (qui sera retourné aux Rangers ultérieurement). Dès son arrivée avec les Rangers, il est nommé assistant-capitaine et il récolte un total de 36 points en 72 rencontres.
Lors des séries éliminatoires de 2006, les Rangers sont éliminés en 4 matchs et ils décident de ne pas renégocier le contrat de Rucchin. Il signera un contrat avec les Thrashers d'Atlanta la veille de ses 35 ans, le 3 juillet 2006.
Incommodé par une blessure, Rucchin rate la totalité de la saison 2007-2008. Au terme de celle-ci, il se retire de la compétition.

## Statistiques

### En club
| Saison     | Équipe                        | Ligue      |                       | Saison régulière      | Saison régulière      | Saison régulière      | Saison régulière      | Saison régulière      | Saison régulière |   | Séries éliminatoires | Séries éliminatoires | Séries éliminatoires | Séries éliminatoires | Séries éliminatoires | Séries éliminatoires |
| Saison     | Équipe                        | Ligue      | PJ                    | B                     | A                     | Pts                   | Pun                   | +/-                   | PJ               | B | A                    | Pts                  | Pun                  | +/-                  |                      |                      |
| 1990-1991  | Université de Western Ontario | CIAU       | 34                    | 13                    | 16                    | 29                    | 14                    | -                     | -                | - | -                    | -                    | -                    | -                    |                      |                      |
| 1991-1992  | Université de Western Ontario | CIAU       | 37                    | 28                    | 34                    | 62                    | 36                    | -                     | -                | - | -                    | -                    | -                    | -                    |                      |                      |
| 1992-1993  | Université de Western Ontario | CIAU       | 34                    | 22                    | 26                    | 48                    | 16                    | -                     | -                | - | -                    | -                    | -                    | -                    |                      |                      |
| 1993-1994  | Université de Western Ontario | CIAU       | 35                    | 30                    | 23                    | 53                    | 30                    | -                     | -                | - | -                    | -                    | -                    | -                    |                      |                      |
| 1994-1995  | Gulls de San Diego            | LIH        | 41                    | 11                    | 15                    | 26                    | 14                    | -2                    | -                | - | -                    | -                    | -                    | -                    |                      |                      |
| 1994-1995  | Mighty Ducks d'Anaheim        | LNH        | 43                    | 6                     | 11                    | 17                    | 23                    | +7                    | -                | - | -                    | -                    | -                    | -                    |                      |                      |
| 1995-1996  | Mighty Ducks d'Anaheim        | LNH        | 64                    | 19                    | 25                    | 44                    | 12                    | +3                    | -                | - | -                    | -                    | -                    | -                    |                      |                      |
| 1996-1997  | Mighty Ducks d'Anaheim        | LNH        | 79                    | 19                    | 48                    | 67                    | 24                    | +26                   | 8                | 1 | 2                    | 3                    | 10                   | -2                   |                      |                      |
| 1997-1998  | Mighty Ducks d'Anaheim        | LNH        | 72                    | 17                    | 36                    | 53                    | 13                    | +8                    | -                | - | -                    | -                    | -                    | -                    |                      |                      |
| 1998-1999  | Mighty Ducks d'Anaheim        | LNH        | 69                    | 23                    | 39                    | 62                    | 22                    | +11                   | 4                | 0 | 3                    | 3                    | 0                    | 0                    |                      |                      |
| 1999-2000  | Mighty Ducks d'Anaheim        | LNH        | 71                    | 19                    | 38                    | 57                    | 16                    | +9                    | -                | - | -                    | -                    | -                    | -                    |                      |                      |
| 2000-2001  | Mighty Ducks d'Anaheim        | LNH        | 16                    | 3                     | 5                     | 8                     | 0                     | -5                    | -                | - | -                    | -                    | -                    | -                    |                      |                      |
| 2001-2002  | Mighty Ducks d'Anaheim        | LNH        | 38                    | 7                     | 16                    | 23                    | 6                     | -3                    | -                | - | -                    | -                    | -                    | -                    |                      |                      |
| 2002-2003  | Mighty Ducks d'Anaheim        | LNH        | 82                    | 20                    | 38                    | 58                    | 12                    | -14                   | 21               | 7 | 3                    | 10                   | 2                    | -2                   |                      |                      |
| 2003-2004  | Mighty Ducks d'Anaheim        | LNH        | 82                    | 20                    | 23                    | 43                    | 12                    | -14                   | -                | - | -                    | -                    | -                    | -                    |                      |                      |
| 2005-2006  | Rangers de New York           | LNH        | 72                    | 13                    | 23                    | 36                    | 10                    | +6                    | 4                | 1 | 0                    | 1                    | 0                    | -2                   |                      |                      |
| 2006-2007  | Thrashers d'Atlanta           | LNH        | 47                    | 5                     | 16                    | 21                    | 14                    | -4                    | -                | - | -                    | -                    | -                    | -                    |                      |                      |
| 2007-2008  | Thrashers d'Atlanta           | LNH        | N'a pas joué - Blessé | N'a pas joué - Blessé | N'a pas joué - Blessé | N'a pas joué - Blessé | N'a pas joué - Blessé | N'a pas joué - Blessé | -                | - | -                    | -                    | -                    | -                    |                      |                      |
| Totaux LNH | Totaux LNH                    | Totaux LNH | 735                   | 171                   | 318                   | 489                   | 164                   | +30                   | 37               | 9 | 8                    | 17                   | 12                   | -6                   |                      |                      |

### En équipe nationale
| Année | Équipe | Compétition          |   | PJ | B | A | Pts | Pun           |  | Résultat |
| 1998  | Canada | Championnat du monde | 6 | 1  | 2 | 3 | 2   | Sixième place |  |          |

## Honneur et trophée
Ligue canadienne inter-universitaire
- Nommé le joueur de l'année dans la ligue en 1994.
- Membre de la première équipe d'étoiles des universités canadienne en 1994.

## Transactions en carrière
- 1994, repêché par les Mighty Ducks d'Anaheim.
- 23 août 2005, échangé aux Rangers de New York en retour de Trevor Gillies et du choix de quatrième ronde des Rangers aux repêchage de 2007 (retourné plus tard aux Rangers).
- 3 juillet 2006, signe à titre d'agent libre avec les Thrashers d'Atlanta.

## Parenté dans le sport
- Son frère Larry Rucchin joua durant les années 1990 en Italie avec les Lions de Milan de la Série A et en Allemagne dans la DEL avec le Eisbären Berlin et le DEG Metro Stars[5].